# Agota Lavoyer

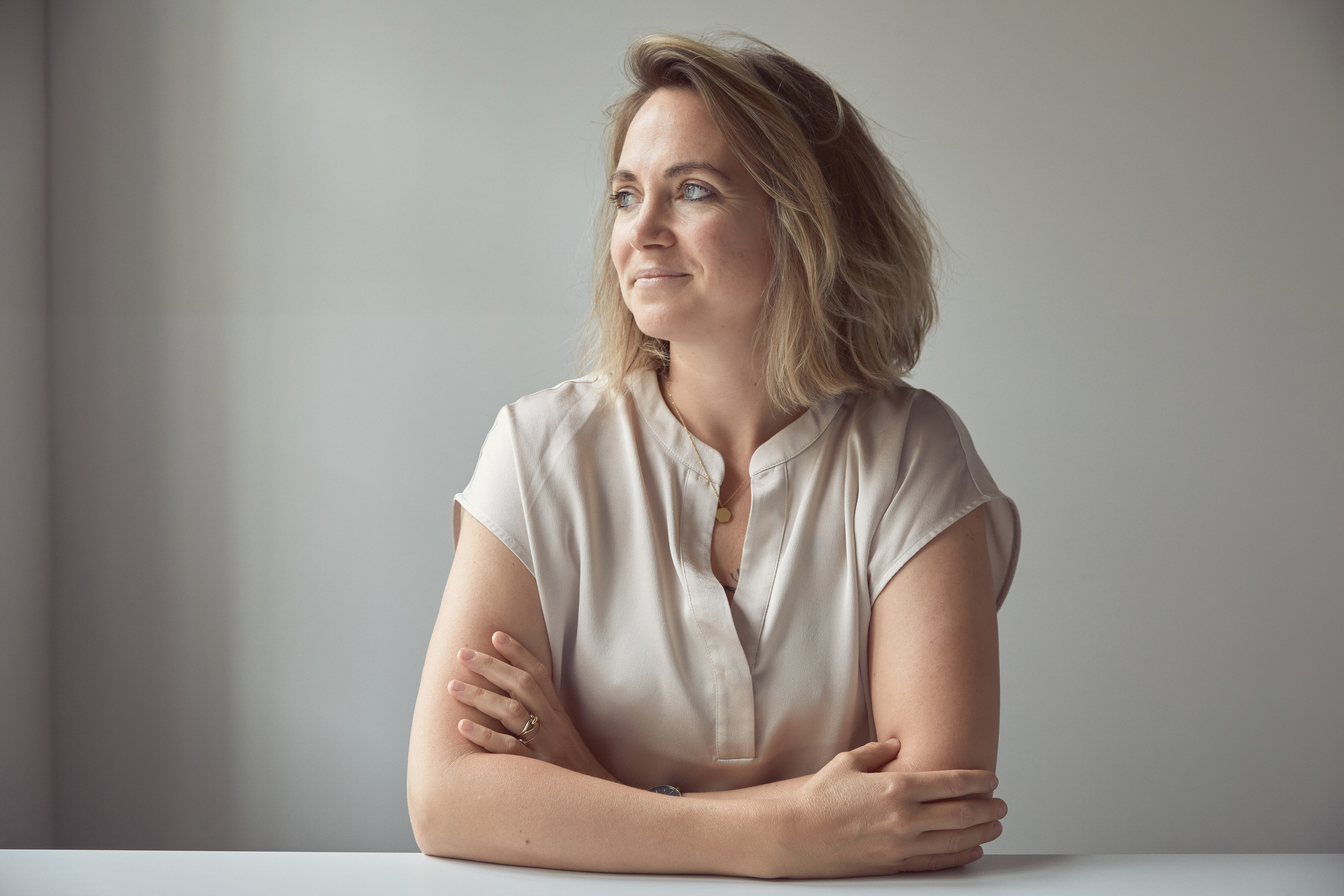
Agota Lavoyer (2021)

Agota Lavoyer (* 1981 in Budapest, Ungarn) ist Expertin für sexualisierte Gewalt und Opferberatung. Lavoyer ist in der Schweiz einem breiten Publikum bekannt geworden durch zahlreiche und regelmässige Interviews in Zeitungen, Radio und Fernsehen. Darüber hinaus gilt sie als Möglichmacherin der Schweizer Sexualstrafrechtsrevision im Jahr 2023.

## Werdegang
Lavoyer hat Soziale Arbeit studiert und war acht Jahre lang Schulsozialarbeiterin an verschiedenen Schulen. Berufsbegleitend hat sie einen Master of Advanced Studies in systemischer Beratung absolviert und Kindern und Erwachsenen in herausfordernden Situationen beraten und begleitet. Lavoyer engagierte sich besonders für die Prävention von und Intervention bei Gewalt gegen Kinder. Als Schulsozialarbeiterin hatte sie ebenfalls Kontakt mit dem Thema sexualisierte Gewalt und entwickelte ein grosses Interesse dafür, sowohl im präventiven Kontext als auch in der Intervention zu arbeiten. Anschliessend arbeitete sie fünf Jahre lang als Beraterin und stellvertretende Leiterin bei Lantana - der Schweizer Fachstelle Opferhilfe bei sexualisierter Gewalt, wo sie ausschliesslich Opfer von sexualisierter Gewalt, deren Angehörige und Fachpersonen beraten hat. Als weitere Tätigkeit hat Lavoyer die Beratungsstelle Opferhilfe des Kantons Solothurn aufgebaut und geleitet. Im Januar 2022 verliess sie die Stelle und ist seitdem als selbständige Dozentin, Referentin, Buchautorin und Kolumnistin tätig. Agota Lavoyer hat im Jahr 2022 mit Anna-Lina Balke (Illustratorin) das Buch Ist das okay? herausgegeben, ein Kinderfachbuch zur Prävention von sexualisierter Gewalt, das unterdessen über 15'000 mal verkauft wurde, und 5 Wochen auf Platz 1 und insgesamt schon 24 Wochen in den Top 20 der wöchentlichen Bestsellerliste des Schweizer Buchhandels- und Verlags-Verbandes war (Stand August 2023). 2024 veröffentlichte Lavoyer das Buch JEDE_ FRAU über die Rape Culture, in der sie beschreibt, wie sexualisierte Gewalt in der Gesellschaft verharmlost und normalisiert wird. Im selben Jahr schrieb Lavoyer zusammen mit Sim Eggler den Ratgeber Ermutigt., der in der Beobachter-Edition erschienen ist. Das Handbuch richtet sich an alle Betroffenen von sexualisierter Gewalt. Agota Lavoyer wird in zahlreichen Interviews und Berichterstattungen als Expertin für sexualisierte Gewalt und Opferberatung herbeigezogen.
Die Mission von Agota Lavoyer sei «das Ende der sogenannten Rape Culture – einer Gesellschaft, in der Vergewaltigungen und andere Formen sexualisierter Gewalt verbreitet sind, aber verharmlost und toleriert werden.»

## Bücher
- Ist das okay? Ein Kinderfachbuch zur Prävention von sexualisierter Gewalt, mit Anna-Lina Balke, Mabuse-Verlag, Frankfurt am Main 2022, ISBN 978-3-86321-621-4.
- JEDE_ FRAU Über eine Gesellschaft, die sexualisierte Gewalt verharmlost und normalisiert, Yes Publishing, München 2024, ISBN 978-3-96905-285-3.
- Ermutigt. Unterstützung für Betroffene sexualisierter Gewalt, Beobachter-Edition, 2024, ISBN 978-3-03875-588-3.

## Publikationen
- Reformbedarf im schweizerischen Sexualstrafrecht, mit Nora Scheidegger und Tamara Stalder, in: sui generis 2020, S. 57, DOI: https://doi.org/10.21257/sg.122

## Beiträge und Kolumnen
- Von Machtmissbrauch und Applaus, Kolumne in: elleXX, 26. August 2023.
- Sexualisierte Gewalt: Warum wir nicht sofort «Unschuldsvermutung!» rufen sollten, Gastkommentar in: annabelle, 10. August 2023.
- Was wir aus dem sexualisierten Übergriff des Dalai Lama lernen können, Gastkommentar in: annabelle, 12. April 2023.
- Der feministische Kampf für ein besseres Sexualstrafrecht, Kolumne in: elleXX, 8. März 2023.
- Gewalt ist kein «Drama in drei Akten», Kolumne in: elleXX, 22. Dezember 2022.
- Wut, Kolumne in: elleXX, 21. September 2022.
- Sexualstrafrecht: Schweigen ist kein Ja, Gastkommentar in: Neue Zürcher Zeitung, 19. September 2022.
- #Metoo und die Schweizer Filmbranche, Gastkommentar in: Cinebulletin, 16. September 2022.
- Das ist nicht okay, Kolumne in: elleXX, 15. Juni 2022.
- Liebe Männer, wir müssen reden., Kolumne in: elleXX, 4. Mai 2022.
- Was gibt es Erotischeres als ein Ja?, Kolumne in: elleXX, 6. April 2022.
- Wer Macht hat, trägt Verantwortung, Kolumne in: elleXX, 9. März 2022.
- Hast du wirklich ‚Nein‘ gesagt?, Kolumne in: elleXX, 9. Februar 2022.
- Sollten Frauen bei der Arbeit einen BH tragen?, Kolumne in: elleXX, 4. Januar 2022.
- Schafft die Kleidervorschriften an Schulen ab, Kolumne in: elleXX, 12. Dezember 2021.
- No more Rape Culture, Kolumne in: elleXX, 11. November 2021.
- Ist es schlimmer, eine Nonne zu vergewaltigen als eine Sexarbeiterin?, Gastbeitrag in: NZZ am Sonntag, 8. August 2021.